# Буртман, Шэрон
Шэрон Эллен Буртман (англ. Sharon Ellen Burtman; род. 16 июня 1968, Бостон) — американская шахматистка, международный мастер среди женщин (1989).
Окончила Род-Айлендский колледж. Участница 11 чемпионатов США (1987—2000); лучший результат: 1995, 1—2-е места. Дважды играла в межзональных турнирах (1990, 1995). 

## Изменения рейтинга
| Графики недоступны из-за технических проблем. См. информацию на Фабрикаторе и на mediawiki.org. |